# J・C・W・ベッカム
ジョン・クレップス・ウィクリフ・ベッカム（英: John Crepps Wickliffe Beckham、1869年8月5日 - 1940年1月9日）は、アメリカ合衆国の政治家、弁護士であり、第35代ケンタッキー州知事とアメリカ合衆国上院議員を務めた。アメリカ合衆国憲法修正第17条が成立して、初めて民衆の選挙で選ばれたアメリカ合衆国上院議員になった。
ベッカムは著名な政治家一家の出身であり、1899年のケンタッキー州知事選挙では民主党の知事候補ウィリアム・ゴーベルの副知事候補に指名された。ただし、このときのベッカムはまだ30歳に達して居らず、知事になるとすれば法定年齢に達していなかった。選挙でゴーベルは共和党候補のウィリアム・S・テイラーに敗れたが、ケンタッキー州議会は選挙の結果について異議を提出した。それに続いた政治的混沌の間に、ゴーベルが暗殺者によって撃たれた。その1日後に州議会がゴーベルを当選とするために十分な数のテイラー票を無効と判断し、ゴーベルは死の床で宣誓して知事に就任した。テイラーは民主党が多数を占めるケンタッキー州議会に選挙結果を盗まれたと主張し、知事の座を巡ってテイラーとベッカムの間で法廷闘争が続いた。最後はベッカムが知事として認められ、テイラーは州外に逃亡した。
ベッカムは知事を退任した後に、アメリカ合衆国上院議員に立候補した。禁酒法を支持する姿勢故に同じ民主党議員の4票を失い、議席は共和党のウィリアム・O・ブラッドリーに持って行かれた。その6年後、議会ではなく選挙民による選挙で上院議員の座を射止めたが、そのさらに6年後は、禁酒法支持と女性参政権不支持の故に再選を阻まれた。その後の20年間、州内の政界では活動的な役割を続けたが、1927年の知事選や1936年の上院議員選に出たが、選挙には勝てなかった。1940年1月9日にルイビルで死んだ。

## 初期の経歴
J・C・W・ベッカムは1869年8月5日に、ケンタッキー州ネルソン郡のバーズタウン近く、ウィックランドで生まれた。父はウィリアム・ネザートン・ベッカム、母はジュリア・テビス（旧姓ウィクリフ）だった。母方の祖父チャールズ・A・ウィクリフは1839年から1840年まで第14代ケンタッキー州知事を、さらにジョン・タイラー大統領の内閣で郵政長官を務めた。叔父のロバート・C・ウィクリフはルイジアナ州知事を務めた。
ベッカムはバーズタウンのローズランド・アカデミーで初等教育を受けた。1881年、12歳でケンタッキー州下院の給仕になった。後にケンタッキー州リッチモンドにあるセントラル大学（現東ケンタッキー大学）に入学したが、未亡人になった母を支えるために17歳で退学するしかなかった。その2年後バーズタウン公立学校の主任となり、1888年から1893年まで務めた。この頃にケンタッキー大学で法律を勉強し、1889年には法学の学位を得た。法廷弁護士にも認められ、1893年にバーズタウンで法律実務を始めた。ネルソン郡の民主党青年会の会長も務めた。

## 政歴
ベッカムの政歴は、ケンタッキー州下院議員に無投票で選ばれた1894年に始まった。連続4期を務め、下院議員としては最後の年である1898年には下院議長となった。1900年から1920年まで毎年、民主党全国大会の代議員にも選ばれた。

### ケンタッキー州知事
民主党のウィリアム・ゴーベルが、1899年ケンタッキー州知事選挙で、ベッカムを自分の副知事候補に選んだ。ゴーベルは、副知事候補に選ぶ者は出身郡の票を自分に持ってきてくれることを期待したが、ベッカムが生まれたネルソン郡は既にライバル候補に肩入れしており、そのためにベッカムを選ぶことを躊躇した。しかし、ゴーベルの友人達が、ベッカムはゴーベルの抱く改良政策に忠実になるが、ゴーベルが副知事候補として検討している他の2人は「彼に対抗する上院委員会に付くことになる」と請け合った。このときベッカムはまだ30歳になっておらず、この選別された時点では知事としての最少年齢に達していなかった。
ゴーベルは接戦となった選挙で共和党候補のウィリアム・S・テイラーに敗れた。1900年1月2日に州議会の会期が始まったとき、即座に選挙結果に異議申し立てが出された。議会の両院ともに民主党が支配しており、選挙結果が逆転されるのは確実に思われた。1900年1月30日、ゴーベルが州会議事堂に入ろうとしているときに、暗殺者によって撃たれた時も、議会はまだ検討を重ねていた。翌日、ゴーベルが地元ホテルで傷の手当てを受けている間に、議会はテイラーに入っていた票の多くを無効化して、選挙結果を逆転させた。同日、ゴーベルはベッドにありながら宣誓して州知事に就任した。その3日後、起きあがれないままにゴーベルは死んだ。
テイラーが議会の判断を認めず、知事の座を降りなかったので、議会の混乱が続いた。議会の共和党議員はテイラーの命令に従い、一方民主党議員はテイラーを無視して、その指導層の命令に従った。1900年2月21日、テイラーとベッカムは事態を司法の判断に委ねることで合意した。第1審はルイビル巡回裁判所で審理され、ベッカム有利の判断になった。共和党は、当時州内で最終審だったケンタッキー州控訴裁判所に控訴した。1900年4月6日、控訴裁判所は下級審の判断を支持した。テイラーはアメリカ合衆国最高裁判所まで上訴したが、同裁判所は1900年5月21日に本件の審理を棄却した。最高裁判所で唯一テイラーを支持したのは、ケンタッキー州出身のジョン・マーシャル・ハーラン陪席判事だった。
合衆国最高裁判所の判断が出た後、テイラーはゴーベル暗殺への関与を問われることを怖れ、インディアナ州インディアナポリスに逃亡した。ベッカムが知事代行となったが、先の選挙を巡る特殊な事情があったので、ゴーベルの残り任期を埋めるのは誰かを決めるために、11月6日に特別選挙が行われた。ベッカムは共和党候補ジョン・W・ヤークスに対して4,000票足らずの差で勝利した。この特別選挙の直後にベッカムはオーエンズボロ出身のジーン・ラファエル・フクアと結婚した。この夫婦には2人の息子が生まれた。
知事としてのベッカムは民主党および州の団結を求めた。その動きの一部として、ウィリアム・ゴーベルが州上院議員であった間に成立させたゴーベル選挙法と呼ばれたあからさまに党の利益を優先する法の修正を支持した。道路や州の教育体系改善など議論を呼ばない問題に集中した。ゴーベルと共に知事選挙運動中に訴えた教科書価格の統一を定める法を推奨した。ベッカムの任期で成立した大きな法としては、州の歳入を50万ドル増やすことになる増税案と、両親の合意無しに14歳未満の子供を働かせることを禁じる児童労働法だった。

### 知事の2期目
ケンタッキー州憲法は2期続けて州知事に就任することを禁じていたが、ベッカムは1903年に新たに4年間知事としての指名を求めると宣言した。その出馬については裁判所に異議申し立てがなされたが、裁判所の判断は、ベッカムが最初の任期を4年間務めていないので、次の任期に出馬する資格があるというものだった。1期目に和解を進め、議論の少ない改革を行った実績が有ったので、党内の指名争いでも特段反対は無く、指名された。共和党の対抗馬モリス・B・ベルナップからも、選挙運動中に指摘されるような問題が無かった。知事選挙ではベルナップとその他3人の弱小候補を破って再選された。

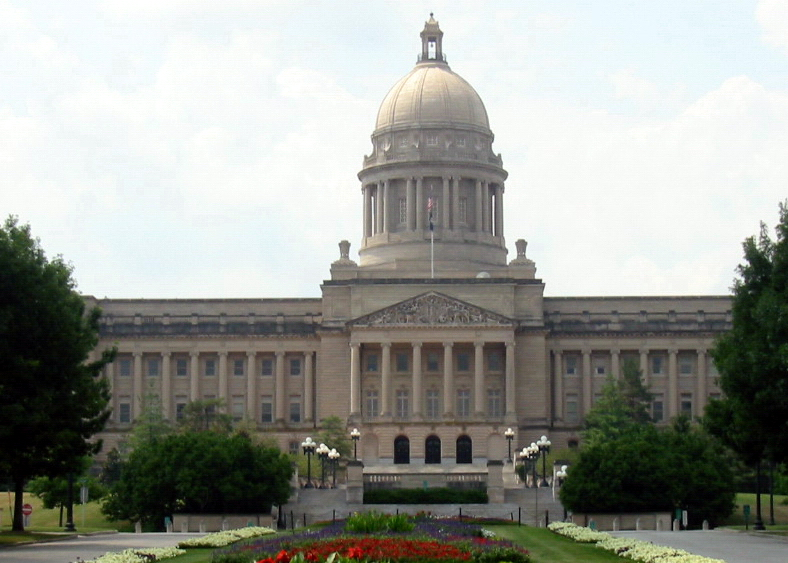
ベッカムの2期目に現州会議事堂建設のための予算が付けられた

1904年の議会に対するメッセージでは、1期目に成立していなかった統一教科書の問題を再度取り上げた。この法は1904年の会期中に成立した重要法の1つだった。この会期中に、新しい州会議事堂と故ゴーベル知事への記念碑の建設予算が承認された。
1904年3月、ケンタッキー州の全ての学校で人種分離を義務づけるデイ法にベッカムは署名した。1850年代から東ケンタッキーで人種統合を進めていた私立カレッジ、ベリア・カレッジが、即座にこの法に対する異議申し立てを行った。法の骨子は巡回裁判所とケンタッキー控訴裁判所で支持された。ベリア・カレッジはアメリカ合衆国最高裁判所まで上訴し、1908年、最高裁判所は8対1の票決でベリア・カレッジの訴えを退けた。ジョン・マーシャル・ハーラン陪席判事のみが反対意見だった。
1904年の会期の終わり近く、議会は、カーター郡、エリオット郡、ルイス郡のそれぞれ一部を併せて、ベッカム郡の創設を承認した。オリーブヒルが郡庁所在地に指定された。間もなく、新郡が州憲法に規定される最低面積400平方マイル (1,000 km2) に満たしておらず、また母体となった郡も400平方マイル以下になったので、新郡の存在自体に異議が提出された。カーター郡もこの訴訟に加わり、ベッカム郡の境界がカーター郡の郡庁所在地であるグレイソンに近すぎること、またルイス郡の郡庁所在地であるバンスバーグにも近すぎると主張した。州憲法では郡境が郡庁所在地から10マイル (16 km) 以内にあることを禁じていた。1904年、ケンタッキー州控訴裁判所は原告の申し立てを支持し、ベッカム郡を消失させた。
1906年の議会会期では、ニューヨーク州検事チャールズ・エヴァンズ・ヒューズの指導に基づき、腐敗した保険会社の調査と告発を奨励した。特に保険会社が違法な目的で手元に多量の現金を置いておくことを可能にする、配当の遅延という慣習を止めさせるよう推薦した。さらに州内で事業を行う保険会社には、ケンタッキー州内で得た収益の特定比率を投資して経済を活性化させ、不正行為に対して保険契約者を保護することを求めた。
州西部で起きたブラックパッチ・タバコ戦争に対しては、これを鎮めるための州軍の派遣を拒んだ。その拒否については憲法上の理由を挙げたが、おそらくは政治的な理由であり、その地域では民主党が優勢だったので、自分の党に挑戦したくなかったからだった。ベッカムは、南北戦争のときの負債を連邦政府から徴収することで、事実上州の負債を無くした。州の財政が改善されたことで、州議会は州内の師範学校のうちの2校、すなわちボーリンググリーンにある西部州立教員養成カレッジ（後の西ケンタッキー大学）と、リッチモンドにある東部州立教員養成カレッジ（後の東ケンタッキー大学の一部）の拡張を票決した。
ベッカムは議会との関係が良好だったので、1906年6月に大胆な政治的動きを行った。すなわち11月に民主党の知事候補と上院議員候補を指名する予備選挙を行うことであり、知事の場合は選挙の1年前、上院議員については選挙の2年前という日程だった。ベッカムは次に上院議員になることを望んでおり、予備選挙を2年前倒しできれば、知事である間に党の候補指名を得られることになる筈だった。また自分の影響力を行使して後継知事候補を選ばせることも可能だった。ベッカムが後継知事に選んだのは州監査官サミュエル・ウィルバー・ヘイガーであり、予備選挙では挑戦者のN・B・ヘイズを容易に破った。上院議員の予備選挙では、元州知事のジェイムズ・マクリアリーが対立候補になったが、ベッカムが11,000票差で勝利した。

### アメリカ合衆国上院議員
ベッカムの州知事としての任期は1907年12月10日に終わった。1908年1月、2年前に行われた予備選挙のお陰で、アメリカ合衆国上院議員の指名を州議会求める民主党候補になっていた。共和党は元州知事のウィリアム・O・ブラッドリーを候補に挙げてきた。1回目の投票でベッカムは66票を確保したが、指名に必要な69票には届かなかった。ブラッドリーは64票だった。民主党員のうち7人がベッカムに投票していなかった。その後の6週間で25回の投票が行われたが、誰も過半数を獲れなかった。このとき民主党の大統領候補者であるウィリアム・ジェニングス・ブライアンがベッカムを応援していたにも拘わらず、この状況だった。民主党員の中にはベッカムが撤退して、もっと受け入れられやすい候補者が出馬するよう圧力を掛けてきた者もいたが、ベッカムがそれを拒否した。1908年2月も終わり近くなったときに行われた29回目の投票で、4人の民主党員がブラッドリー支持に回り、ブラッドリーが過半数を得て当選した。
ベッカムは熱心に禁酒法を支持していたので、この選挙結果になった可能性が強い。その姿勢は、強力な「ルイビル・クーリエ・ジャーナル」の編集員ヘンリー・ワッターソンと対立することになった。ベッカムは知事であるときに、ルイビルのアルコール業者や政治マシーンと衝突したことがあった。1907年5月にルイビル市の「ウィスキー・リング」が選挙に干渉したために、ケンタッキー州控訴裁判所がルイビル市の市長選挙結果を無効としたとき、ベッカムは若い弁護士で禁酒運動家のロバート・ワース・ビンガムを、11月に再選挙が行われるまでの暫定市長に指名した。ビンガムは警察署における汚職を排除し、賭博場を閉鎖し、日曜日に酒場を閉鎖するブルーロー（道徳的に厳格な法律）を執行した。その後でウィスキー・リングがベッカムはルイビル出身議員の支持を失ったと宣言した。1908年の上位議員選挙では、ベッカムから離反した民主党員4人のうち3人がルイビル出身議員だった。この敗北後、ベッカムは法律実務に戻った。
その6年後にもベッカムは上院議員になろうとした。この時までにアメリカ合衆国憲法修正第17条が成立しており、上院議員は州議会ではなく、選挙民の選挙で選ばれることになっていた。民主党の予備選挙では、12年間アメリカ合衆国下院議員を務めてきたオーガスタス・スタンレーをベッカムが破った。共和党は元州知事のオーガスタス・ウィルソンを指名してきた。ベッカムはウッドロウ・ウィルソン大統領の支持も得て、32,000票差で当選した。
ベッカムは1915年から1917年までアメリカ合衆国労働省の上院歳出委員会、さらには上院軍事問題委員会の議長を務めた。上院軍事問題委員会では、キャンプ・ザカリー・テイラーとノックス砦という2つの大きな軍事訓練基地をケンタッキー州に確保することに成功した。キャンプ・ザカリー・テイラーは第一次世界大戦後に廃止されたが、ノックス砦はアメリカ合衆国金塊保管所になった。アメリカ合衆国が第一次世界大戦後に参戦すると、ベッカムはウィルソン大統領への支持を続け、国際連盟の考えを支持した。
ベッカムは禁酒を支持する立場を貫き、アメリカ合衆国憲法修正第18条で、国内でアルコールの輸入と販売を禁止する条項の成立を支持した。この修正条項は1920年に批准され有効になった。ベッカムは女性が政治との関与から保護されるべきと信じており、女性参政権を認める憲法修正第19条には反対した。この修正条項は1919年2月10日に一旦否決されたが、同年6月4日には成立した。ベッカムは2回とも反対票を投じた。
1920年の上院議員選挙で、民主党は反対意見も無く、ベッカムを再指名した。共和党の対抗馬はリチャード・P・エルンストだった。禁酒法によって州内のアルコール醸造産業と酒場の営業は潰れており、これらの産業が隆盛していた地域では、民主党大統領候補のジェイムズ・M・コックスが得た票数よりもベッカムは5,000票以上少ない票しか得られなかった。女性票も得られなかった。1914年のベッカムの選出以降、人気が無くなったウィルソン大統領の支持でも票を失った。エルンストは5,000票足らずの差だったが、投票総数の50.3%と過半数を確保し、49.7%のベッカムを破って当選した。ベッカムは上院議員が1期で終わったが、その間に同じくケンタッキー州から選出された上院議員は、オリー・M・ジェイムズ、ジョージ・B・マーティン、オーガスタス・スタンレーがいた。

## 後年と死
ベッカムは上院議員の任期が明けると、ルイビルでの法律実務を再開した。1927年には再度州知事に挑戦した。この時は僚友であるロバート・W・ビンガムが買収していた「ルイビル・クーリエ・ジャーナル」の支持を得ていた。ジョッキークラブと呼ばれる強力な政治マシーンの反対を受けた。このクラブの関心は州の競馬場でパリミュチュエル方式という配当を決定する一つの方法を認める法を確保することだった。
ジョッキークラブは二大政党の予備選挙に候補者を出した。民主党予備選挙ではベッカムがクラブの比較的曖昧な候補者ロバート・T・クロウを破った。共和党の予備選挙でクラブが指名したフレム・D・サンプソンは党の指名を勝ち取った。知事選挙の投票では、以前にジョッキークラブの支援で当選していた現職民主党知事ウィリアム・J・フィールズの支持を確保できなかった。この時の選挙では副知事を含め州の役人の全てで民主党が勝利したが、ベッカムは32,000票差でサンプソンに敗れた。この選挙でジョッキークラブは50万ドル以上を遣ったと推測されている。
1935年の州知事選挙でもベッカムが民主党候補になると予測されたが、1934年遅くにベッカムの息子が死に、ベッカムは心を乱され、妻が出馬に反対した。民主党はヘンダーソン出身のA・B・"ハッピー"・チャンドラーを指名し、チャンドラーは当選した。ベッカムがチャンドラーを支持したので、チャンドラーは1936年にベッカムをケンタッキー州公共事業委員会に指名した。ベッカムは事業規制委員会にも務め、州政府再構成委員会では議長を務めた。

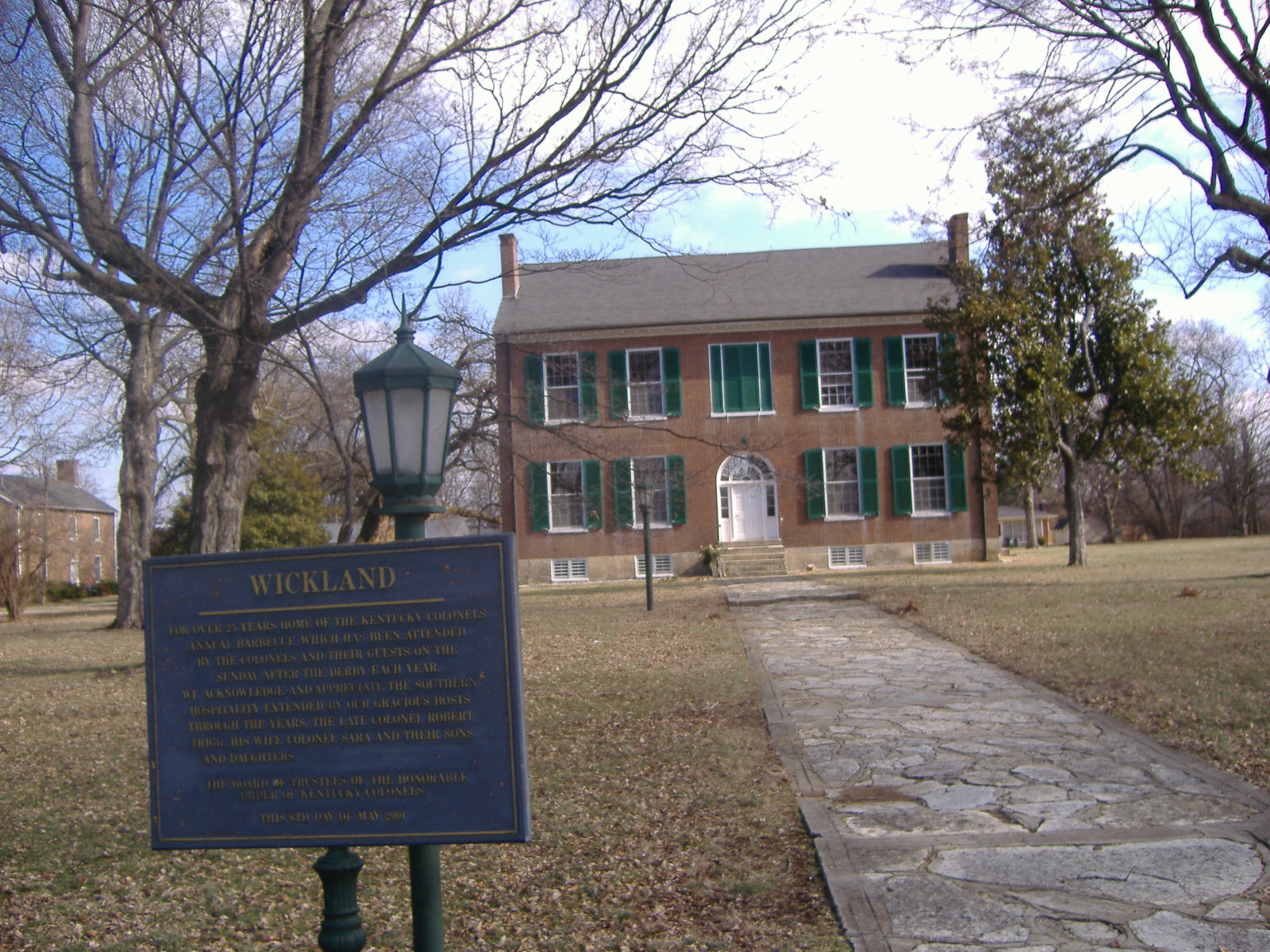
ベッカムの生家であるウィックランドは、アメリカ合衆国国家歴史登録財に指定されている

1936年、ベッカムはアメリカ合衆国上院議員に戻ろうとした。ジョッキークラブの長であるジェイムズ・B・ブラウンは、1930年にその銀行帝国が崩壊したときに財産と影響力を失っていた。1933年、ベッカムの盟友であるロバート・ビンガムが駐英大使に指名され、その名声と影響力を増していた。ベッカムは鉱山労働者組合とルイビル市長ネビル・ミラーの支持も得ていた。民主党のアメリカ合衆国下院議員で、元ケンタッキー州下院議長だったジョン・Y・ブラウンの参戦で選挙戦は混戦になった。ベッカムはチャンドラーの知事選出馬を応援し、その見返りにチャンドラーから上院議員選挙での支援を得ることになっていた。しかし、チャンドラーはベッカム支持を投げ出し、ブラウンはビンガムとチャンドラーの支持が無ければ勝てないはずだった。実際にブラウンは85,000票を得たが、その大半はベッカムから流れたものだった。共和党の現職M・M・ローガンが2,385票差で選挙戦を制した。
ベッカムは1940年1月9日、ルイビルで死去し、フランクフォートのフランクフォート墓地に埋葬された。オクラホマ州ベッカム郡は、1907年のオクラホマ州憲法制定会議で代議員を務めたケンタッキー出身者の提案で、ベッカムの栄誉を称えて名付けられた。生家であるウィックランドは1973年2月16日にアメリカ合衆国国家歴史登録財に指定された。

## 関連図書
- Harrison, Lowell H.; James C. Klotter (1997). A New History of Kentucky. University Press of Kentucky. ISBN 0-8131-2008-X 2009年6月26日閲覧。
- Tapp, Hambleton; James C. Klotter (1977). Kentucky: decades of discord, 1865–1900. University Press of Kentucky. ISBN 0-916968-05-7 2009年6月26日閲覧。